# Quitèria Tarragó Casellas
Quitèria Tarragó Casellas (Sant Gallard, 23 juny 1896 - Vilafranca del Penedès, 1980) fou una llevadora catalana, sindicalista i política. El 1937 fou la primera dona regidora de l'Ajuntament de Terrassa. Represaliada pel franquisme, va patir la presó i el desterrament.

## Biografia
Nascuda l'any 1896 al petit nucli de població de Sant Gallard, agregat a Les Piles (Conca de Barcerà), era filla d'Antòni Tarragó Tudó i de Paula Casellas Balcells i la petita de cinc germans anomenats Rosa, Maria, Josep i Antòni. La família es va traslladar a Sabadell i ell va començar a treballar en una industria tèxtil mentre estudiava per a ser llevadora. Es va titular a la Universitat de Barcelona i el 1925 es traslladà a Terrassa, on fou contractada per exercir a l'Hospital Maternal. Fou membre del Col·legi Oficial de Llevadores i militant de la UGT. Durant l'exercici de la seva professió, va defensar el dret de les dones a infantar en bones condicions higièniques i sanitàries en clíniques i hospitals. El 9 de juliol de 1937 va se nomenada regidora de Cultura i Acció Social de l'Ajuntament de Terrassa per l'alcalde Samuel Morera, sent la primera dona que va ocupar aquest càrrec. Fou també catalanista, militant del PSUC i membre d'Esquerra Republicana, participant assíduament en actes i conferències.
Acabada la Guerra Civil, fou denunciada per les seves activitats polítiques i sindicals. Acusada de rebelión militar, fou sotmesa a un judici sumaríssim, i condemnada a dotze anys de presó. Va estar reclosa a la presó de Terrassa i a la Presó de Dones de les Corts, d'on sortí en llibertat condicional el febrer de 1944. Posteriorment va ser desterrada, amb la prohibició de tornar a Terrassa.
Quitèria Tarragó Casellas va desaparèixer de la vida pública; algunes dades apunten que va marxar a València i més tard va obrir un consultori a Barcelona. Va morir en l'anonimat el 1980.

## Reconeixement
L'any 2020 l'Ajuntament de Terrassa li va dedicar un acte de reconeixement i reparació, i el 26 de març de 2021 el Centre d'Estudis Històrics de Terrassa, juntament amb el Casal de la Dona i l'Arxiu Històric, van programar una sèrie d'activitats entre les quals destacaven la presentació d'un llibre, una conferència, una exposició i la descoberta d'una placa commemorativa a la façana de La Gota de Llet, edifici emblemàtic en el qual havia estat ubicada la Maternitat i una llar d'infants.